# Eyzin-Pinet
Eyzin-Pinet är en kommun i departementet Isère i regionen Auvergne-Rhône-Alpes i sydöstra Frankrike. Kommunen ligger i kantonen Vienne-Sud som tillhör arrondissementet Vienne. År 2022 hade Eyzin-Pinet 2 301 invånare.

## Befolkningsutveckling
Antalet invånare i kommunen Eyzin-Pinet
Referens:INSEE